# Эммануэль 4
«Эммануэль 4» (фр. Emmanuelle 4) — кинофильм, экранизация произведения Эммануэль Арсан.

## Сюжет
Сильвия любит Марка, но сомневается в подлинности своих чувств. Она решает сделать паузу в их отношениях и уезжает из Лос-Анджелеса в Бразилию. Там Сильвии делают пластическую операцию, которая полностью изменяет её тело. Сильвия исчезает, а на её месте возникает совершенно новая женщина — Эммануэль. Оценить её великолепное тело и неутолимую жажду любви предстоит страстным бразильским мужчинам.

## В ролях
- Сильвия Кристель — Сильвия
- Миа Нюгрен — Эммануэль
- Патрик Бошо — Марк
- Дебора Пауэр — Донна
- Софи Бергер — Мария
- Жерар Димильо — Родриго
- Соня Мартен — Сюзанна
- Кристиан Маркан — доктор Сантано
- Мэрилин Джесс — Надин
- Фабрис Лукини — Освальдо
- Гилберт Гроссо — Альфредо
- Жерар-Антуан Эре — Нельсон
- Кристофер Янг — Мигель
- Андре Мэман — Рауль
- Тревор А. Стивенс — гость Рауля
- Бринк Стивенс — девушка мечты (в титрах не указана)